# Skate Canada 1989
Navigation
Édition précédente Édition suivante
Le Skate Canada (ou Internationaux Patinage Canada) est une compétition internationale de patinage artistique qui se déroule au Canada au cours de l'automne. Il accueille des patineurs amateurs de niveau senior dans quatre catégories: simple messieurs, simple dames, couple artistique et danse sur glace.
Le seizième Skate Canada est organisé du 26 au 29 octobre 1989 au Civic Complex de Cornwall dans la province de l'Ontario. 

## Résultats

### Messieurs
| Rang | Nom              | Pays                 | Points | Prog. court | Prog. libre |
| ---- | ---------------- | -------------------- | ------ | ----------- | ----------- |
| 1    | Petr Barna       | Tchécoslovaquie      | 1.5    | 1           | 1           |
| 2    | Paul Wylie       | États-Unis           | 3.0    | 2           | 2           |
| 3    | Daniel Weiss     | Allemagne de l'Ouest | 4.5    | 3           | 3           |
| 4    | Michael Slipchuk | Canada               | 6.0    | 4           | 4           |
| 5    | Éric Millot      | France               | 7.5    | 5           | 5           |
| 6    | Peter Johansson  | Suède                | 10.0   | 8           | 6           |
| 7    | Dmitri Gromov    | Union soviétique     | 11.0   | 6           | 8           |
| 8    | Pierre Gignac    | Canada               | 11.5   | 9           | 7           |
| 9    | Mitsuhiro Murata | Japon                | 13.5   | 9           | 9           |
| 10   | Cameron Medhurst | Australie            | 14.5   | 7           | 11          |
| 11   | Steven Cousins   | Royaume-Uni          | 15.5   | 11          | 10          |

### Dames
| Rang | Nom              | Pays                 | Points | Prog. court | Prog. libre |
| ---- | ---------------- | -------------------- | ------ | ----------- | ----------- |
| 1    | Kristi Yamaguchi | États-Unis           | 1.5    | 1           | 1           |
| 2    | Simone Lang      | Allemagne de l'Est   | 3.0    | 2           | 2           |
| 3    | Natalia Lebedeva | Union soviétique     | 4.5    | 3           | 3           |
| 4    | Patricia Neske   | Allemagne de l'Ouest | 7.5    | 7           | 4           |
| 5    | Yukiko Kashihara | Japon                | 7.5    | 5           | 5           |
| 6    | Lisa Sargeant    | Canada               | 8.0    | 4           | 6           |
| 7    | Surya Bonaly     | France               | 10.0   | 6           | 7           |
| 8    | Emma Murdoch     | Royaume-Uni          | 12.5   | 9           | 8           |
| 9    | Susanne Seger    | Suède                | 14.0   | 10          | 9           |
| 10   | Shannon Allison  | Canada               | 14.0   | 8           | 10          |

### Couples
| Rang | Nom                                 | Pays                 | Points | Prog. court | Prog. libre |
| ---- | ----------------------------------- | -------------------- | ------ | ----------- | ----------- |
| 1    | Elena Leonova / Guennadi Krasnitski | Union soviétique     | 2.0    | 2           | 1           |
| 2    | Cindy Landry / Lyndon Johnston      | Canada               | 2.5    | 1           | 2           |
| 3    | Michelle Menzies / Kevin Wheeler    | Canada               | 5.0    | 4           | 3           |
| 4    | Peggy Schwarz / Alexander König     | Allemagne de l'Est   | 5.5    | 3           | 4           |
| 5    | Natasha Kuchiki / Todd Sand         | États-Unis           | 7.5    | 5           | 5           |
| 6    | Calla Urbanski / Mark Naylor        | États-Unis           | 9.5    | 7           | 6           |
| 7    | Anuschka Gläser / Stefan Pfrengle   | Allemagne de l'Ouest | 10.0   | 6           | 7           |
| 8    | Catherine Barker / Michael Aldred   | Royaume-Uni          | 12.0   | 8           | 8           |

### Danse sur glace
| Rang | Nom                                 | Pays             | Points | Danse imposée | Danse originale | Danse libre |
| ---- | ----------------------------------- | ---------------- | ------ | ------------- | --------------- | ----------- |
| 1    | Suzanne Semanick / Ron Kravette     | États-Unis       | 2.0    | 1             | 1               | 1           |
| 2    | Michelle McDonald / Mark Mitchell   | Canada           | 4.0    | 2             | 2               | 2           |
| 3    | Jacqueline Petr / Mark Janoschak    | Canada           | 7.0    | 4             | 4               | 3           |
| 4    | Ilona Malnichenko / Gennadi Kaskov  | Union soviétique | 7.0    | 3             | 3               | 4           |
| 5    | Susanna Rahkamo / Petri Kokko       | Finlande         | 10.0   | 5             | 5               | 5           |
| 6    | Anna Croci / Luca Mantovani         | Italie           | 12.0   | 6             | 6               | 6           |
| 7    | Lynn Burton / Andrew Place          | Royaume-Uni      | 14.4   | 8             | 7               | 7           |
| 8    | Kaoru Takino / Kenji Takino         | Japon            | 15.6   | 7             | 8               | 8           |
| 9    | Diane Gerencser / Bernard Columberg | Suisse           | 18.0   | 9             | 9               | 9           |

## Sources
- (en) « SKATE CANADA », sur usfsa.xmlmanager.qg.com
- Patinage Magazine N°20 (Décembre 1989/Janvier-Février 1990)